# Конрад фон Гибихенщайн
Конрад фон Гибихенщайн (на немски: Konrad Burggraf von Giebichenstein; † сл. 1182) от рицарския род Щойслинген в Швабия е бургграф на замък Гибихенщайн (днес част от Хале) на река Зале в Саксония-Анхалт.
Той е син на Конрад фон Гибихенщайн († сл. 1167) и внук на Адалберо фон Арнщедт нар. фон Брахщедт († сл. 1124). Правнук е на Валтер фон Щойслинген († 1079/1087).
Праправнук е на Валтер фон Щойслинген († ок. 980), който е баща и на Свети Анно II († 1075), архиепископ на Кьолн (1056 – 1075), и Вернер (Вецило) († 1078), архиепископ на Магдебург (1063 – 1078). Роднина е и на Вернер фон Щойслинген († 1151), епископ на Мюнстер (1132 – 1151), и на епископ Бурхард II фон Халберщат (1059 – 1088).

## Деца
Конрад фон Гибихенщайн има два сина:
- Йохан фон Гибихенщайн († сл. 1231), бургграф, женен пр. 1200 г. за Лукардис фон Грибен († сл. 1211), дъщеря на граф Берингер II фон Клетенберг-Лора († 1190/1197) и Берта фон Аменслебен († 1184)
- Валтер фон Гибихенщайн († сл. 1209), бургграф